# Alexander Gennadjewitsch Kurosch
Alexander Gennadjewitsch Kurosch (russisch Александр Геннадьевич Курош; * 6. Januarjul. / 19. Januar 1908greg. in Jarzewo; † 18. Mai 1971 in Moskau) war ein sowjetischer Mathematiker, der sich mit Algebra und speziell mit Gruppentheorie beschäftigte.

## Leben und Wirken
Alexander Gennadjewitsch Kurosch stammte aus armen Verhältnissen. Mit 15 Jahren ging er nach Moskau und legte mit sehr guten Noten die Eingangsprüfungen für die Textilindustrie ab, wurde aber als zu jung angesehen. Er ging wieder in seine Heimatstadt, um als Buchhalter zu arbeiten und nebenbei in Abendkursen die Schule zu besuchen. 1924 begann er sein Studium an der Universität Smolensk, wo er Vorlesungen von Pawel Alexandrow hörte, der ihn förderte. Besonders beeindruckten ihn die Vorlesungen von Emmy Noether, die er 1928 in Moskau hörte. Er setzte sein Studium an der Lomonossow-Universität u. a. bei O. Schmidt fort und verlagerte seine Interessen zunehmend von der Topologie zur Gruppentheorie. 1932 wurde er dort Dozent und 1937 Professor, nachdem er 1936 bei Pawel Alexandrow mit Untersuchungen über unendliche Gruppen promoviert wurde (russischer Doktor, entspricht der Habilitation im Westen). 1949 bis zu seinem Tod 1971 hatte er den Lehrstuhl für höhere Algebra an der Lomonossow-Universität inne. Er lehrte aber auch an anderen Moskauer Hochschulen.
Kurosch begann 1932, angeregt durch die Arbeiten von Otto Schreier, über freie Produkte von Gruppen zu arbeiten, und bewies seinen Satz über Untergruppen (Untergruppensatz von Kurosch) in einer Arbeit in den Mathematischen Annalen. Bekannt wurde Kurosch auch für eines der ersten modernen Lehrbücher über Gruppentheorie, das er 1940 fertigstellte und das 1944 erschien (in zweiter, völlig überarbeiteter Auflage 1952). Kurosch arbeitete auch auf anderen Gebieten der Algebra wie Ringtheorie und Kategorientheorie (über die er Ende der 1950er Jahre in Moskau ein Seminar organisierte) und veröffentlichte 1960 ein weiteres Lehrbuch Vorlesungen über allgemeine Algebra. Mit seinem Namen ist auch einer der klassischen Sätze der Verbandstheorie, der sogenannte Satz von Kurosch-Ore, verbunden.
Kurosch war seit 1933 im Rat der Moskauer Mathematischen Gesellschaft und war zeitweise ihr Vizepräsident. Im Jahr 1970 wurde er zum Mitglied der Leopoldina gewählt.
Seine Frau Soja Kischkina war auch Mathematikerin.

## Schriften
- Gruppentheorie. 2 Bände, Akademie Verlag, Berlin, 2. Auflage 1970, 1972.
- Vorlesungen über Allgemeine Algebra. Harri Deutsch, Zürich 1964.
- Zur Theorie der Kategorien. Deutscher Verlag der Wissenschaften, Berlin 1963.
- Eine Verallgemeinerung des Jordan-Hölderschen Satzes, Mathematische Annalen, Band 102, 1935, S. 13–18.
- Zur Zerlegung unendlicher Gruppen. Mathematische Annalen, Band 106, 1932, S. CVII–CXIII.
- Über freie Produkte von Gruppen. Mathematische Annalen Band 108, 1933, S. 26–36.
- Die Untergruppen der freien Produkte von beliebigen Gruppen. Mathematische Annalen, Band 109, 1934, S. 647–660.